# Інсайдер
Інса́йдер (англ. inside — укр. всередині) — це:
1. будь-яка особа (юридична чи фізична), яка має доступ до конфіденційної інформації про діяльність фірми в силу свого службового становища або родинних зв'язків[1];
2. особа, що в силу свого становища має доступ до важливої (фінансової) інформації, недоступної широкому загалу. Фондові угоди інсайдерів суворо контролюються, реєструються і публікуються[2];
3. особа, що володіє понад 10 % акцій фірми (підприємства, заводу і т. ін.).

Інсайдер, який володіє інформацією «з внутрішніх першоджерел», може краще оцінити стан справ, ніж будь-який інший фахівець, який користується «зовнішньою» інформацією для експертного висновку.

## Класифікація інсайдерів
- Недбалий інсайдер.  Цей вид інсайдерів є найчисленнішим. Зазвичай, це рядовий внутрішній співробітник, який порушив вимоги конфіденційності інформації внаслідок своєї неуважності. Таким чином, в діях цього виду інсайдерів не можна виявити ні користі, ні умислу, ні будь-яких цілей. Він порушує вимоги про конфіденційність інформації невмотивовано. Іншими словами, такі порушники можуть виносити інформацію з офісу компанії для того, щоб працювати з нею вдома або під час відрядження. Для захисту від таких інсайдерів достатньо простих технічних засобів щодо запобігання каналів витоку інформації: пристрої введення-виведення інформації та контентна фільтрація вихідного трафіку.

- Маніпульований інсайдер.  Такі інсайдери переважно є жертвами соціальної інженерії. Дані прийоми використовуються не тільки для отримання неправомірним шляхом персональної інформації користувачів, їх паролів, номерів кредитних карток тощо. За словами екс-хакера Кевіна Митника, нині це називається «консультантом з питань ІТ-безпеки», саме соціальна інженерія сьогодні є «рушієм» інформаційних систем. Приклад: співробітникові надходить дзвінок від нібито директора філії компанії, який вельми впевнено представляється і суто правдоподібно описує проблему, пов'язану з неможливістю доставки внутрішньої пошти (тимчасові технічні складності). Він просить переслати йому деяку інформацію (скажімо фінансові прогнози на наступний року) на його особистий ящик. І ось вже через кілька хвилин на вказану адресу вирушає запитана інформація, що представляє строго конфіденційні дані. Хоча співробітник і діяв тільки з благих спонукань, проте шкода від його дій як і від дій недбалих інсайдерів може бути не менша ніж від промислового шпигунства.
  - Найкращий захист від таких інсайдерів — це створення такої ситуації, в якій вони не могли б порушувати регламенти зберігання і розповсюдження інформації, натрапивши на технічне блокування таких спроб. У такій ситуації, як халатні, так і маніпульовані інсайдери найімовірніше звернуться за допомогою до колег або до системного адміністратора, які і вкажуть їм на неможливість і заборону здійснення задуманих ними дій.

- Ображений інсайдер. Такі інсайдери відносяться до зловмисних, які діють переконливо і усвідомлено, знаючи про негативні наслідки своєї діяльності. Їх розрізняють залежно від мотивів ворожих дій, здійснюваних ними. Так, скривджений інсайдер — це співробітник компанії, що розкриває конфіденційну інформацію для того, щоб помститися компанії з особистих мотивів. А мотиви ці можуть бути найрізноманітнішими — від образи на директора компанії, який вчергове не підвищив співробітника по посаді, і до елементарної відсутності моральної мотивації працювати на благо компанії.
  - Скривдженого інсайдера можна виявити за такими двома ознаками: 1) в його наміри не входить покинути компанію; 2) його метою є нанесення шкоди, а не викрадення інформації як такої. Таким чином, дані інсайдери діють так, щоб керівництво компанії не здогадалося про те, що інформація була викрадена саме ними. Тому, натрапивши на технічний бар'єр, що перешкоджає викраденню інформації, інсайдер, як правило, направить свою руйнівну силу на який-небудь інший об'єкт, наприклад, на викрадення майна підприємства чи на фальсифікацію або знищення наявної інформації. Важливим є і те, що скривджений інсайдер при викраденні інформації виходить з власних міркувань про її важливість і значущість для компанії. У визначенні адресата, якому слід передати викрадену інформацію, скривджені інсайдери найчастіше зупиняють свій вибір на пресі або яких-небудь тіньових структурах. При цьому оприлюднення і подальший шантаж — головна мета, що переслідується ними.

- Нелояльні інсайдери — співробітники, які планують найближчим часом змінити нинішнє місце роботи. Саме ці співробітники потрапляють під підозри насамперед, якщо мова заходить про внутрішні загрози. Як показала практика, сім з десяти співробітників при звільненні забирають з собою частину доступної їм інформації, будь то база клієнтів або ж фінансова база. Так само досить поширене розкрадання інтелектуальної власності у високотехнологічних компаніях. Здебільшого це стажери із інших країн або ж тимчасові співробітники. Їх загрози носять не спрямований характер, бо вони часто навіть і не підозрюють про цінність інформації і не уявляють собі, як і де вони зможуть її використати. Найчастіше доступ до закритої інформації порушники отримують, імітуючи виробничу необхідність, що своєю чергою може привести до їх викриття. Після здійснення крадіжки інформації вони не прагнуть приховати цей факт. В деяких випадках така інформація є запорукою зручного звільнення з належною компенсацією і рекомендаційними листами.
  - Нелояльні, як і скривджені інсайдери можуть легко перетворитися на мотивованих ззовні. Дана метаморфоза відбувається, якщо вони знаходять потенційного клієнта на конкретну інформацію, це можуть бути — преса, конкуренти або ж кримінальні структури.

- Підробляючий інсайдер. Ситуація з нелояльними і скривдженими інсайдерами змінюється докорінно, якщо вони попередньо вийшли на зв'язок з покупцем інформації, необхідної для викрадення. Головна відмінність полягатиме в цілях: підробляючих і впроваджених інсайдерів — це буде прагнення заробити гроші за передачу інформації. В деяких випадках від правильності виконання «роботи» залежатиме їх власне життя і здоров'я. Підробляючі і впроваджені інсайдери не визначають мету викрадення інформації самостійно, це робить за них потенційний замовник.
  - Мотивувати підробляючих інсайдерів можуть різні причини: від бажання заробити суму, якої бракує їм для довгоочікуваної покупки, до дії по неволі, коли такі співробітники шантажуються тими чи іншими структурами і вже не мають іншого вибору, як викрасти конфіденційну інформацію. У крайньому випадку такі співробітники можуть піти навіть на підкуп інших співробітників компанії або взлом, задля отримання потрібної інформації.

- Впроваджений інсайдер. Для кращого розуміння, хто такий впроваджений співробітник, наведемо такий приклад. Системному адміністраторові однієї з процвітаючих компаній раптово надходить пропозиція перейти на нову роботу. Пропозиція така приваблива, що відмовитися від неї просто неможливо, оскільки і заробітна плата, і соціальні гарантії, і графік роботи такі, що краще просто не придумаєш. У той же самий час, поки системний адміністратор збирає свої речі, у відділ кадрів надходить блискуче резюме не менш блискучого співробітника такого ж профілю і спеціальності. Від цього фахівця відмовитися також неможливо, тим більше що він саме вчасно з'явився. Таким чином, новоявлений співробітник без проблем і за короткий період отримує доступ до конфіденційної інформації і передає її своєму замовнику, після чого цей системний адміністратор, зрозуміло, зникає. В результаті, компанія позбавляється своїх корпоративних секретів, а справжній системний адміністратор, що клюнув на привабливу пропозицію, залишається взагалі без роботи. Головна небезпека, що виходить від впроваджених інсайдерів, полягає в тому, що вони забезпечені необхідними технічними навичками, що дозволяють їм подолати всі технічні бар'єри на шляху до отримання конфіденційної інформації. [3]

## До інсайдерів належать(у банківських установах):

### Фізичні особи
- власники істотної участі;
- управлінський персонал банку: а) перші керівники: голова та члени спостережної ради банку, голова правління (ради) директорів, члени правління (ради) директорів, заступники голови правління (ради) директорів, (президент, віце-президенти), головний бухгалтер і його заступники; б) інший управлінський персонал: керівники та головні бухгалтери філій; керівники структурних підрозділів банку та члени кредитного комітету (кредитної комісії), які беруть участь у визначенні кредитної, інвестиційної та облікової політики, політики управління активами та пасивами, ключових напрямів діяльності банку; в) працівники внутрішнього аудиту та члени ревізійної комісії;
- контролери: особи, які здійснюють зовнішній аудит банку та керівники державних органів, які відповідно до своїх посадових обов'язків здійснюють контроль за діяльністю банків;
- керівники та контролери афілійованих і споріднених осіб;
- асоційовані особи: рідні брати, сестри, батьки, чоловік, дружина або повнолітні діти керівників, контролерів банку та керівників установ — акціонерів банку, які є власниками істотної участі в банку.

### Юридичні особи
- власники істотної участі;
- афілійовані особи: установа, що має істотну участь у банку або в якій банк є власником істотної участі;
- споріднені особи: установа, в якій власником істотної участі є особа, яка одночасно є власником істотної участі в банку або керівники якої одночасно є керівниками банку;
- асоційована особа — юридична особа, в якій керівником є батьки, брати, сестри, дружина, чоловік або діти тих керівників і контролерів банку, а також установ — акціонерів банку, які є власниками істотної участі в банку  [Архівовано 2 листопада 2014 у Wayback Machine.].